# Élection présidentielle sud-coréenne de 1987
L'élection présidentielle sud-coréenne de 1987 se déroule en Corée du Sud le 16 décembre 1987. Elle marque l'établissement de la VIe République, ainsi que la fin du régime autoritaire militaire de Chun Doo-hwan. Il s'agit des premières élections présidentielles directes depuis 1971. Au cours des 15 années précédentes, les présidents étaient élus indirectement par la Conférence nationale pour l'unification (en), un collège électoral dominé par le parti au pouvoir.
Les élections ont lieu à la suite d'une série de manifestations pro-démocratiques et peu avant les Jeux olympiques d'été de 1988 qui se tiennent à Séoul. Roh Tae-woo, du Parti de la justice démocratique alors au pouvoir, remporte le scrutin avec 36,6 % des voix. Les deux principaux candidats de l'opposition, Kim Young-sam et Kim Dae-jung, remportent à eux deux plus de 55 % des voix. Le taux de participation électorale était de 89,2 %.

## Contexte
Les élections se sont tenues à la suite d'une série de manifestations à l'échelle nationale en faveur d'élections libres et équitables et des libertés civiles. Pendant la période du 10 au 29 juin, les manifestants parviennent à persuader le régime du président de l'époque, Chun Doo-hwan, et son successeur désigné, Roh Tae-woo, d'accéder aux principales revendications et de réviser la Constitution.

### Révision constitutionnelle
Sous la présidence de Chun Doo-hwan, la Constitution avait été réécrite afin qu'il puisse conserver son pouvoir tout en limitant le mandat présidentiel à un seul mandat de sept ans. Plusieurs autres textes y ont été inscrits, dont la loi fondamentale sur la presse, qui a causé la fermeture de centaines d'organisations médiatiques. La Constitution stipulait également que tout amendement visant à prolonger le mandat du président ne s'appliquerait pas au président sortant, empêchant ainsi toute tentative visant à permettre à Chun de se présenter à nouveau en 1987.
À la suite du succès du Nouveau parti démocratique coréen (en) (NKDP) aux élections législatives d'avril 1985, des appels ont été lancés en faveur de changements constitutionnels. Le 13 avril 1986, Chun prononce un discours défendant la Constitution, déclarant que son successeur serait un membre de son propre parti, le Parti de la justice démocratique (DJP), et que tout débat constitutionnel serait reporté à la fin des Jeux olympiques de 1988. Dans son argumentation, le DJP a fait valoir que l'opposition était divisée et ne pouvait pas agir en tant que négociateur fiable. Il pensait aussi que l'incertitude politique nuirait à la fois au bon déroulement des évènements olympiques et des élections à venir.
Près d'un mois plus tard, le 10 juin 1987, des manifestations massives ont éclaté lorsque Roh Tae-woo, président du DJP, a été annoncé comme successeur de Chun. Cette annonce, couplée à la mort d'un étudiant torturé par la police, a déclenché des manifestations pro-démocratiques dans toute la Corée. Face à l'ampleur du mouvement, Roh décide le 29 juin d'accepter les demandes d'amendements de la Constitution, proposant un plan en huit points :
- Participation électorale directe pour les élections présidentielles à venir pour tous les citoyens sud-coréens de plus de 20 ans ;
- Liberté de candidature et compétition équitable ;
- Amnistie de Kim Dae-jung et d'autres prisonniers politiques ;
- Protection de la dignité humaine et des droits de l'homme élémentaires ;
- Liberté de la presse et annulation de la loi fondamentale sur la presse ;
- Autonomie de l'éducation et territorialisation du pouvoir ;
- Création d'un nouveau climat politique ouvert au dialogue et aux compromis ;
- Engagement à mettre en place des réformes sociales visant à établir une société propre, honnête et plus juste.

Le nouvel amendement constitutionnel est ratifié par l'Assemblée nationale le 12 octobre et soumis à un référendum populaire le 27 octobre. 93 % des électeurs ont voté en faveur de l'amendement, qui a permis à l'élection directe et démocratique du 6e président de la Corée du Sud d'avoir lieu.

## Système électoral
Le président de la République de Corée est élu au scrutin uninominal majoritaire à un tour pour un mandat de cinq ans non renouvelable. L'élection se tient entre le soixante-dixième et le quarantième jour avant l'expiration du mandat du président sortant.

## Candidats

### Parti de la justice démocratique
La primaire du Parti de la justice démocratique (DJP) s'est tenue le 10 juin au Jamsil Gymnasium de Séoul. Lors de la convention, 7 378 délégués ont nommé l'ancien commandant de la Défense de la capitale Roh Tae-woo, qui était la seule option sur le bulletin de vote, à la présidence.

### Nouveau parti républicain démocratique
La primaire du Nouveau Parti républicain démocratique (NDRP) s'est tenue le 30 octobre au Heungsadan Hall de Séoul. Kim Jong-pil, ancien Premier ministre et ancien député du Chungcheong du Sud pour cinq mandats, a été choisi comme candidat du parti.

### Parti démocratique de la réunification
La primaire du Parti démocratique de la réunification (RDP) s'est tenue le 9 novembre au Centre Sejong des arts du spectacle à Séoul. Kim Young-sam, ancien législateur de Busan pour sept mandats, a été nommé candidat par 1 203 délégués.

### Parti démocratique pour la paix
La primaire du Parti démocratique pour la paix (PDP) s'est tenue le 12 novembre au Centre Sejong des arts du spectacle à Séoul. Kim Dae-jung, ancien député du Jeolla du Sud pour quatre mandats et candidat à la présidentielle de 1971, a été nommé candidat.

### Parti social-démocrate
Hong Sook-ja est nommée à la présidence du Parti social-démocrate lors de la primaire de 1987, et est la seule et première femme candidate à celle élection.

### Parti de la Corée unifiée
Shin Jeong-yil crée le Parti de la Corée unifiée en 1987 à l'occasion de la présidentielle. Il est à sa tête, et en est donc le candidat,.

## Campagne
Comme un maximum de voix sont nécessaires pour gagner dans le cadre du scrutin uninominal majoritaire à un tour, les candidats ont cherché à maximiser leur attrait pour les régions et leur appréciation des militants afin de maximiser leurs voix.

### Roh Tae-woo
Roh Tae-woo tente tout au long de sa campagne de se détacher de l'image négative du gouvernement autoritaire d'où il provient, et surtout du travail du très impopulaire Chun Doo-hwan. Roh promet ainsi la poursuite de la démocratisation et des réformes économiques, tout en mettant l'accent sur la stabilité. Les soutiens du DJP proviennent des zones rurales, la population agricole représentant 20% de la population totale, tandis que dans les zones urbaines, les électeurs conservateurs de la classe moyenne et les travailleurs peu diplômés et à faible revenu soutiennent largement Roh. Il trouve la majorité de ses soutiens dans la province du Gyeongsang du Nord, où se trouve la grande ville de Daegu, sa ville natale. Daegu était également la ville natale de Chun et Park Chung-hee. Les journaux annonçaient une victoire écrasante dans la province du Gangwon, car elle borde la Corée du Nord et est fortement anticommuniste, mais aussi dans celles de Jeju et du Chungcheong du Nord.

### Kim Jong-pil
Kim Jong-pil, qui était un conseiller de l'ancien président et dictateur Park Chung-hee, a fait campagne sur l'héritage de développement économique de Park qui a transformé la Corée du Sud, passant d'une économie principalement agricole à une économie industrialisée moderne digne d'une puissance commerciale majeure. Il a promis de maintenir le cadre politique de Park, en faisant appel à certains éléments conservateurs de la classe moyenne sud-coréenne. Sa principale base de soutien était située dans sa province natale du Chungcheong du Sud, plus spécifiquement dans la grande ville de Daejeon.

### Kim Young-sam
Kim Young-sam, considéré comme un homme politique plus modéré, pragmatique et ouvert au compromis que ses adversaires, a attiré le soutien de hauts gradés militaires à la retraite opposés au gouvernement en place, mais aussi de la classe moyenne en expansion en Corée du Sud qui souhaitait mettre fin à la présence de l'armée dans la politique nationale, en en particulier les cols blancs urbains qui souhaitaient bénéficier de davantage de stabilité pour pouvoir entretenir la croissance économique du pays. Parmi ses soutiens issus de la classe moyenne se trouvait une importante population protestante. La plus grande concentration de ses soutiens se trouvait dans sa province natale du Gyeongsang du Sud et de la ville de Busan. Jeong Seung-hwa (en), l'ancien chef d'état-major des armées accusé à tort d'avoir planifié l'assassinat de Park Chung-hee, accusation dont Chun et Roh se sont servis pour justifier leur prise de pouvoir en 1979, s'est prononcé en faveur de Kim Young-sam.

### Kim Dae-jung
Kim Dae-jung, fervent catholique, a fait campagne sur la démocratie libérale, la protection sociale et une économie de marché ouverte. Cependant, il était largement considéré comme un radical et comme le candidat dont les militaires craignaient la victoire, aux côtés de nombreux électeurs de la classe moyenne. Malgré les tentatives visant à modérer cette image, il a attiré l'attention du mouvement dissident, notamment parmi les militants des droits de l'homme, les étudiants, les syndicats et les électeurs à faible revenu. Le soutien le plus fort de Kim Dae-jung est issu des provinces du Jeolla du Nord et du Sud, sa région d'origine. Les journaux annonçaient une victoire écrasante à 80 ou 90% des voix dans ces deux provinces, et qu'il allait obtenir de bons résultats à Séoul et dans la province de Gyeonggi.

### Shin Jeong-yil
Shin Jeong-yil se présente comme le candidat en faveur de l'unification des deux-Corées, des pourparlers et des négociations avec le voisin nord-coréen. Il prêche l'idéologie Han.

### Hong Sook-ja
Hong Sook-ja, ne parvenant pas à obtenir suffisamment de soutiens à la fois du côté de la politique et des citoyens, décide de se retirer de la compétition et apporte soutien à Kim Young-sam.

## Résultats

### Nationaux
| Candidat                 | Candidat                 | Parti                                  | Voix       | %     |
| ------------------------ | ------------------------ | -------------------------------------- | ---------- | ----- |
|                          | Roh Tae-woo              | Parti de la justice démocratique       | 8 282 738  | 36,64 |
|                          | Kim Young-sam            | Parti démocratique de la réunification | 6 337 581  | 28,04 |
|                          | Kim Dae-jung             | Parti démocratique pour la paix        | 6 113 375  | 27,05 |
|                          | Kim Jong-pil             | Nouveau parti républicain démocratique | 1 823 067  | 8,07  |
|                          | Shin Jeong-yil           | Parti de la Corée unifiée              | 46 650     | 0,21  |
|                          |                          |                                        |            |       |
| Votes valides            | Votes valides            | Votes valides                          | 22 603 411 | 97,99 |
| Votes blancs et nuls     | Votes blancs et nuls     | Votes blancs et nuls                   | 463 008    | 2,01  |
| Total                    | Total                    | Total                                  | 23 066 419 | 100   |
| Abstention               | Abstention               | Abstention                             | 2 807 205  | 10,85 |
| Inscrits / Participation | Inscrits / Participation | Inscrits / Participation               | 25 873 624 | 89,15 |

### Par provinces
| Province                               | Roh Tae-woo | Roh Tae-woo | Kim Young-sam | Kim Young-sam | Kim Dae-jung | Kim Dae-jung | Kim Jong-pil | Kim Jong-pil | Shin Jeong-yil | Shin Jeong-yil |
| Province                               | Votes       | %           | Votes         | %             | Votes        | %            | Votes        | %            | Votes          | %              |
| -------------------------------------- | ----------- | ----------- | ------------- | ------------- | ------------ | ------------ | ------------ | ------------ | -------------- | -------------- |
| Séoul                                  | 1 682 824   | 29,95       | 1 637 347     | 29,14         | 1 833 010    | 32,62        | 460 988      | 8,20         | 4 560          | 0,08           |
| Busan                                  | 640 622     | 32,11       | 1 117 011     | 55,98         | 182 409      | 9,14         | 51 663       | 2,59         | 3 612          | 0,18           |
| Daegu                                  | 800 363     | 70,70       | 274 880       | 24,28         | 29 831       | 2,64         | 23 230       | 2,05         | 3 774          | 0,33           |
| Incheon                                | 326 186     | 39,95       | 248 604       | 29,99         | 176 611      | 21,31        | 76 333       | 9,21         | 1 126          | 0,14           |
| Gwangju                                | 22 943      | 4,82        | 2 471         | 0,52          | 449 554      | 94,41        | 1 111        | 0,23         | 74             | 0,02           |
| Gyeonggi                               | 1 204 235   | 41,45       | 800 274       | 27,55         | 647 934      | 22,30        | 247 259      | 8,51         | 5 621          | 0,19           |
| Gangwon                                | 546 569     | 59,53       | 240 585       | 26,20         | 81 478       | 8,87         | 46 954       | 5,11         | 2 628          | 0,29           |
| Chungcheong du Nord                    | 355 222     | 46,90       | 213 851       | 28,23         | 83 132       | 10,98        | 102 456      | 13,53        | 2 796          | 0,37           |
| Chungcheong du Sud                     | 402 491     | 26,22       | 246 527       | 16,06         | 190 772      | 12,43        | 691 214      | 45,03        | 3 902          | 0,25           |
| Jeolla du Nord                         | 160 760     | 14,14       | 17 130        | 1,51          | 948 955      | 83,46        | 8 629        | 0,76         | 1 501          | 0,13           |
| Jeolla du Sud                          | 119 229     | 8,17        | 16 826        | 1,15          | 1 317 990    | 90,28        | 4 831        | 0,33         | 994            | 0,07           |
| Gyeongsang du Nord                     | 1 108 035   | 66,39       | 470 189       | 28,17         | 39 756       | 2,38         | 43 227       | 2,59         | 7 812          | 0,47           |
| Gyeongsang du Sud                      | 792 757     | 41,17       | 987 042       | 51,26         | 86 804       | 4,51         | 51 242       | 2,66         | 7 567          | 0,39           |
| Jeju                                   | 120 502     | 49,77       | 64 844        | 26,78         | 45 139       | 18,64        | 10 930       | 4,51         | 683            | 0,28           |
| Total                                  | 8 282 738   | 36,64       | 6 337 581     | 28,04         | 6 113 375    | 27,05        | 1 823 067    | 8,07         | 46 650         | 0,21           |
| Source : Comité national des élections |             |             |               |               |              |              |              |              |                |                |

## Analyse et conséquences

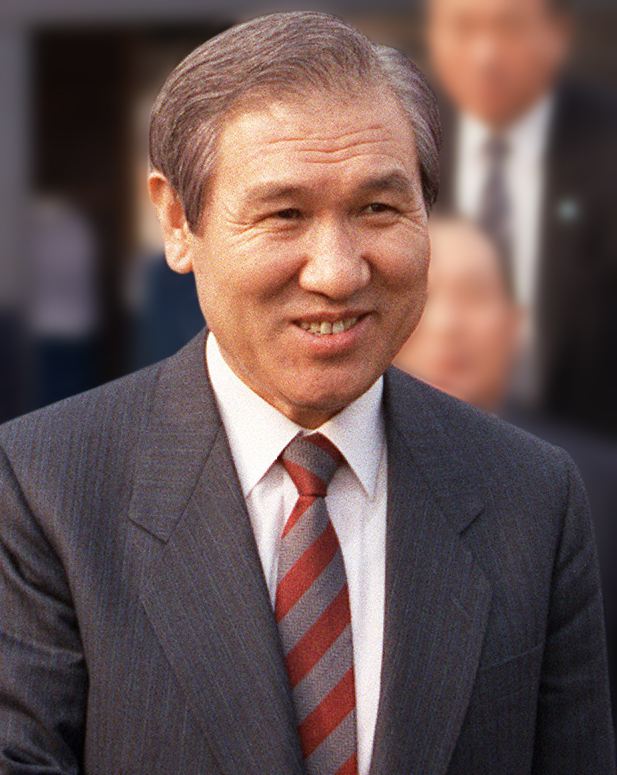
Roh Tae-woo est élu président lors de cette élection.

### Trucage prévu des résultats en cas de victoire de l'opposition
Selon des documents de la Central Intelligence Agency (CIA) obtenus par le South China Morning Post de Hong Kong en juillet 2019, les forces au pouvoir, soutenues par l'armée, craignaient la défaite de leur candidat, Roh Tae-woo. Des plans détaillés pour corriger le résultat des élections auraient été mis en place. Les documents de la CIA spécifient qu'un "plan de fraude à grande échelle [était] déjà en cours de mise en œuvre".
Le document ajoute que le gouvernement "réfléchissait à l'usage de propagande et de sales tours, notamment la falsification des bulletins de vote ; certains responsables semblent désormais prêts à aller encore plus loin" et que "les dirigeants du parti au pouvoir ont pensé à fabriquer des preuves de fraude pour donner à Chun une opportunité de déclarer les élections nulles si les premiers sondages donnaient Roh perdant de l'élection".
Les documents suggéraient aussi que le gouvernement était prêt à réprimer durement tout soulèvement après le vote, déclarant qu'une note interne au gouvernement donnait un "ordre d'arrestation ouvert" à l'encontre du candidat de l'opposition Kim Dae-jung s'il tentait de "provoquer une révolte populaire" pour contester les résultats des élections ».

### Réactions
Selon Lynn Turk, à l'époque, un officier du Département des affaires étrangères américaines basé à Séoul qui surveillait de près la campagne et les élections avait annoté les documents comme étant "une histoire très intéressante", mais déclarant que "les votes ont été comptés équitablement et Roh a vraiment gagné équitablement". Il ajoute : "Le soir des élections, chacun des quatre partis avait des observateurs dans chaque lieu de vote et a obtenu une copie conforme du vote public compté à la main. Ainsi, les totaux enregistrés par leurs postes de commandement correspondaient au décompte officiel".
Park Chul-un, le beau-frère et conseiller de Roh Tae-woo, a déclaré qu'"aucune fraude électorale n'avait été planifiée ni réalisée" lors des élections de 1987 en réponse à l'article du journal.